# 果房 (北京故宫)
果房，清朝隶属内务府掌仪司，是专管皇宫果品的机构。

## 简介
紫禁城中的果房，分为“外果房”、“内果房”，分别介绍如下：

### 外果房
外果房位于紫禁城西华门内。乾隆五十五年五月十一日（1790年6月23日），西华门内的清茶房、外果房失火，延烧85间房屋，导致皇宫收藏的乐器及佛经焚毁，其中包括镀金编钟以及佛教《大般若经》等珍贵物品。此次失火是因为宫内太监做晚饭之后忘记熄灭余火，五月十一日早刮大风，炉缝走烟，引燃了后檐柱。乾隆帝为此下谕，对当事人及内务府相关官员进行处罚，乾隆帝认为“禁城重地，理应格外小心防范。乃值年司员及掌果头目，既日间在内办事，当此风日干燥时，于所管苏拉太监等漫不留心稽察，疏懈已极，不可不严行惩治。”《清高宗实录》中的有关记载如下：
《清高宗实录·卷之一千三百五十四》载，乾隆五十五年五月：
壬辰。……谕军机大臣曰、永琅等奏、本月十一日寅刻。西华门内清茶房、外果房失火延烧房屋。所贮乐器经卷。多被焚毁。请将外果房值宿之果上人闻涛、苏拉喜儿、交慎刑司严审治罪。该班内务府郎中常宁、严加议处。永琅等、一并分别议处等语。著照所请行。内廷重地。竟至失火延烧房屋八十五间。实非寻常疎忽可比。永琅系新管内务府。于一切事宜。多有未谙尚可从宽。和珅福长安、平素亦未留心稽察。但现在扈跸在外至金简舒文、在京稽查管朿。是其专责何至漫不经心如此。俱著严行申饬。但金简经管事务较多。且年已七旬。精神或不能料理周到。尚可托辞诿卸。至舒文所管之事甚少。自应专心稽察。乃自擢任总管内务府大臣以来。志得意满。并无认真出力之处。今复疎懈至此殊负委任。若嗣后再不实心经理仍前忽略。令伊俟之。看朕如何处置。恐舒文不能当其重戾也。伊龄阿系屡经获咎之人。今又弃瑕录用。若不思奋勉办公。一改从前邀誉沽名。模棱积习。自问当得何罪。至此次失火延烧伊龄阿系事后续派。与彼无涉所有赔项。不必令其分赔也。
……

甲午。谕军机大臣曰、永琅等查审清茶房、外果房失火一摺。据苏拉喜儿供、初十日晚间煮饭后。忘熄余火。十一日早间风大。想是炉缝走烟。燎著后檐柱起火等因。请将掌果头目五十三副头目明良、斥革责处。掌仪司值年员外郎常惠、交内务府议处等语。所办失之宽纵。禁城重地理应格外小心防范。乃值年司员。及掌果头目。既日间在内办事。当此风日乾燥时。于所管苏拉太监等、漫不留心稽察。疎懈已极。不可不严行惩治。正副掌果头目五十三、明良、斥革后。再行严审治罪员外郎常惠、即应革职问罪。方足以示惩儆。永琅等审拟此案。何仅以交内务府议处斥责了事。太监朱贵、既在一处居住。则该处苏拉太监等即其所管。朱贵不能约束。其罪较重。审明后。自应发往打牲乌拉为奴。乃摺内并未严讯。又复故为开脱尤属非是。永琅金简舒文、俱著传旨申饬。并著将指出情节。严切根究。再照此旨定拟。不可稍有回护疎漏。致干咎戾。再此案尚有值年首领太监。摺内亦未讯及更为徇纵。至清茶房、外果房原属无关紧要竟可不必建盖著于西华门外官房内、酌给数间。令伊等栖止。以备差使。又金简等另摺奏、编磬一项。先将广储司所贮灵璧石磬抵用。柷敔琴瑟等、派员分投赶办。应如所奏至编钟镀金既被薰灼。自应另为修整但宁寿宫编钟。经朕特用真金铸造则乾清宫一分。亦当一律改铸金钟。著金简等按照旧式制办。无误应用。
《清高宗实录·卷之一千三百五十五》载，乾隆五十五年五月：
丁酉。谕军机大臣曰、金简等查明烧毁房间酌量拨补一摺。清茶房、外果房等处。既有闲房可以拨给。自应酌量归并抵用。原无庸急于建盖。但禁城重地。观瞻所系亦不可稍留空隙。明春当就烧毁空地。酌减建盖房屋。不必仍前高大。只须整齐画一。以昭整肃其周围一带墙垣残缺不齐亦应即将卑矮之处。增高抹饰。余俱著照所奏办理。
……
又谕曰、闻涛、喜儿系在果房值宿失火延烧实为此案首犯。太监朱贵、尚以不能防范稽查。发往打牲乌拉给与兵丁为奴。而闻涛、喜儿仅拟以发往黑龙江、充当苦差殊属失之轻纵。闻涛喜儿、均著发往黑龙江。给与兵丁为奴。以示惩儆。

清乾隆五十五年十一月总管内务府和珅金简等折：“西华门内回禄果房，并延烧银库值房等项房间，今在旧有房基分位找筑地脚，补盖小式房屋，拨给果房以及银库值房，收贮册档办事应用，共计盖房五十五间。”
外果房建筑现已无存。

### 内果房（南果房）
内果房，正名称“南果房”，是贮存中国南方所产诸果（南果）之所，但实际上北方诸果（北果）也存于此处，其地址位于紫禁城东路永和宫以东的仁泽门外。果房内，四周满列着高达丈许的书架式果架，每个果架上平放着宽二尺、长三尺、深半尺的大木匣，木匣外糊有黄纸，贴着红色长圆形“寿”字。木匣没有上盖，称作“果盒”或“果屉子”，匣内垫高丽纸及红棉纸，上置鲜果，十分清香，即内监所称的“果子库”。
果子来源分为南果、园果、东果采办三部。南果来自南省，例如柑橘、蕉梅等等；园果产自北京近畿各个御果园，如南苑五园、畿辅（直隶省）一百四十八处，多为桃、杏、李、梨等等；东果来自盛京、广宁等地，均由官价采买。
库内供奉的神是“增长天王”、“大库尊神”，由果房太监祭祀。相传若有不敬，贮果即会霉烂。
南果房和其南侧的茶库在同一个院子内。该院子分为两进，正门设在南侧中央，门外有一条东西走向的甬道，该甬道西端外侧是一条南北向的甬道，仁泽门便开在该南北向甬道的西侧，仁泽门的位置比上述东西向甬道稍靠北。从院子正门走进第一进院，正房是茶库，其前有左、右配房。茶库后面是第二进院，正房为南果房，其前有左、右配房。南果房为前后两座并排且靠近的建筑，其中北侧的建筑带有东、西耳房。整个院子的所有建筑均覆盖黄琉璃瓦顶。整个院子的西墙外，便是上述南北向甬道；院子的东墙外，则是祭神库所在的南北向院落；院子的北墙外，是天穹宝殿以南的一座独立成院的东西向排房；院子南侧东西向甬道以南，是缎库所在院落，该院落与南果房、茶库所在院落的形制基本相同。

## 随茶御果
清朝御膳中，随膳附进的糕点，称为“随膳饽饽”。若是御茶，则随茶附进有“随茶御果”，所以膳房各局中设有点心局。
御茶房和果房之间有连带关系。按照清朝制度，御茶房分为二部：尚茶房、清茶房。尚茶房司奶茶、清茶，清茶房司叶茶。叶茶的随茶御果称为“茗果”，又称“清果”，即干鲜蜜饯等等果品。奶茶的随茶御果称为“茶果”，又称“糕果”，俗称“面果”，即点心，例如奶油粽子、奶油小月饼、奶油花糕、奶油蜜寿桃、奶油鱼儿饽饽等等。这种“茶果”与随膳饽饽的不同之处在于，随膳饽饽都是大件，俗称“大饽饽”，茶果则都是小件，属于细点。凡是呈进果品，均由清茶房传送，每天鲜果两筐，计桃、苹果、秋梨、红梨、棠梨、葡萄等等，这是随叶茶者；又用桃仁、黑枣等等做馅，这是制作随奶茶的糕点所用者。